# Tony Hawk
Anthony Frank "Tony" Hawk (San Diego, 12 de maig de 1968) és un patinador estatunidenc.
El 1985, aterrà el primer 720 graus (dues voltes completes), i el 1999, es va convertir en el primer patinador a completar un 900 graus (dues voltes i mitja). Açò va ocórrer en la competició de Millor Truc dels X Games d'aquell any. També ha inventat gran varietat de trucs com el Madonna, Benihana, variacions d'Airwalk i Stalefish, entre d'altres.
L'última competició en què participà va ser el torneig de ProSkater Mega Edition 2009 realitzat a Suïssa, en el qual va ser derrotat per Felipe Rivera Tavonatti.

## Biografia
Tony Hawk va néixer el 12 de maig de 1968 a San Diego, Califòrnia, fill de Nancy i Frank Peter Rupert Hawk, i es va criar a San Diego. Té dues germanes grans, Pat i Lenore, i un germà gran, Steve.
Hawk va assistir a tres escoles secundàries i es va graduar a la Torrey Pines High School el 1986. Va enumerar Steve Caballero i Christian Hosoi com les seves influències en aquell moment.